# 교황 젤라시오 2세
교황 젤라시오 2세(라틴어: Gelasius PP. II, 이탈리아어: Papa Gelasio II)는 제161대 교황(재위: 1118년 1월 24일 - 1119년 1월 28일)이다. 본명은 조반니 카에타니(이탈리아어: Giovanni Caetani)이다. 1년이라는 짧은 재임 기간 동안에 한번 옥고를 치렀고 그 후 두 차례나 로마에서 추방당하였다. 모두 하인리히 5세와의 서임권 투쟁의 결과였다. 교황의 권위는 전 유럽에서 인정받는 자리가 되어 갔지만 정작 로마 내에서는 그다지 매력적인 자리는 아니었다. 목격자의 증언에 따르면 로마 귀족에 의해 투옥되었을 당시 교황은 심한 폭행을 당하기도 했다고 하니 서임권 투쟁이 해결되지 않는 한 로마의 평화는 요원했다. 성직 서임권을 둘러싼 갈등은 젤라시오 2세의 재위기간 내내 계속 이어졌다.

## 일대기

### 생애 초기
조반니 카에타니는 카에타니 가문 출신으로, 1060년에서 1064년 사이 피사의 가에타에서 태어났다. 몬테카시노 수도원의 수사가 된 그는 교황 우르바노 2세를 따라 로마로 갔으며, 1088년 8월에 교황을 모시는 차부제로 서품받았다. 그리고 같은 해 9월 23일 산타 마리아 인 코스메딘 성당의 부제급 추기경에 서임되었다. 1089년부터 1118년까지 교황청 상서원장을 지내면서 그는 교황 문서들을 작성할 때 로마인 공증인들에게 전적으로 맡기던 종래의 관습을 폐지하고, 교황을 위해 일할 서기들을 고용하고 초서 문서를 도입하는 등 교황청의 행정 개혁을 과감하게 추진했다. 또한 그는 교황청 상서원장은 추기경이 맡도록 하며, 교황이 선종하고 후임자가 선출될 때까지 직무를 계속 유지하는 선례를 확립하였다.

### 교황
1118년 교황 파스칼 2세의 후임자로 만장일치로 선출되었지만, 그 직후 신성 로마 제국 황제 하인리히 5세를 따르는 프란지파네의 첸시오 2세 납치되어 감금되었다. 그러나 소식을 접한 로마 시민들이 봉기를 일으킨 덕분에 새 교황은 무사히 풀려났다. 하인리히 5세는 1110년 로마원정을 통해 전임 파스칼 2세 교황으로부터 서임권을 강탈한 적이 있다. 그러나 이내 파문을 당하며 서임권 행사를 제대로 할 수 없었다. 그래서 신임교황 젤라시오 2세에게 서임권 양도를 재차 요구했지만, 거절당하고 말았다. 화가 난 하인리히 5세는 1118년 3월 물리력을 동원해 젤라시오 2세를 로마에서 추방하고, 그의 선출을 무효라고 선언하였다. 그리고 브라가의 대주교 마우리체 부르댕을 대립교황 그레고리오 8세로 추대하였다.
젤라시오 2세는 가에타로 피신하여, 그곳에서 1118년 3월 9일 사제 서품식을 집전하였다. 그리고 다음날에는 주교 서임식을 집전하였다. 그는 하인리히 5세와 대립교황에 대한 파문을 선언하고, 노르만족의 힘을 빌려 그 해 7월 로마로 귀환하였다. 그러나 프란지파니 가문을 주축으로 한 친황제파가 산타 프라세데 성당에서 미사를 집전하던 젤라시오 2세를 습격하여 반격을 가하였다. 결국 젤라시오 2세는 다시 한번 피난길에 오르게 되었다. 프랑스로 피난길에 오른 교황은 잠시 들른 피사 대성당의 축성식을 거행한 다음 그 해 10월 마르세유에 도착하였다. 젤라시오 2세는 아비뇽과 몽펠리에 등의 도시들을 방문할 때마다 현지 주민들의 열렬한 환영을 받았다. 1119년 1월 비엔에서 시노드를 소집한 그는 서임권 논쟁을 해결하기 위한 공의회 소집 계획을 승인한 다음 클뤼니에서 선종하였다.

## 같이 보기
- 교황 목록